# Baalbek (district)
Baalbek is een district in het gouvernement Beka in Libanon. De hoofdstad is de gelijknamige stad Baalbek.
Baalbek heeft een oppervlakte van 2319 km² en een bevolkingsaantal van 157.000.